# Pontins Professional 1978
Das Pontins Professional 1978 war ein professionelles Snooker-Einladungsturnier im Rahmen der Saison 1977/78. Das Turnier wurde vom 29. April bis zum 6. Mai 1978 im Pontins Prestatyn Sands Holiday Park, einem Pontins-Freizeitpark im nordwalisischen Seebad Prestatyn, ausgetragen. Sieger wurde der Waliser Ray Reardon, der im Finale Titelverteidiger John Spencer aus England mit 7:2 besiegte. Zudem spielte Reardon mit einem 122er-Break das höchste Break des Turnieres.

## Preisgeld
Das Turnier wie auch schon zuvor namensgebend von der Freizeitparkkette Pontins gesponsert. Im Vergleich zum Vorjahr sank die Summe des Preisgeldes um 1.500 £ auf 2.000 £, von denen mit 1.500 £ 75 % auf den Sieger entfielen.
|              | Preisgeld |
| ------------ | --------- |
| Sieger       | 1.500 £   |
| Finalist     | 500 £     |
| Gruppenphase | –         |
| Insgesamt    | 2.000 £   |

## Turnierverlauf
Wie schon im Vorjahr nahmen zwölf Spieler am Turnier teil, die dieses mit einer Gruppenphase in zwei Sechser-Gruppen und mit einem einfachen Rundenturnier begannen. Die jeweiligen Gruppensieger qualifizierten sich für das Endspiel. Die Spiele der Gruppenphase gingen dabei jeweils über fünf Frames, wogegen das Finale im Modus Best of 13 Frames gespielt wurde.

### Gruppenphase

#### Gruppe A
| Platz | Spieler       | Partien | S | N | Frames | Diff. | Pkt |
| ----- | ------------- | ------- | - | - | ------ | ----- | --- |
| 1     | Ray Reardon   | 5       | 4 | 1 | 18:7   | +11   | 8   |
| 2     | Doug Mountjoy | 5       | 3 | 2 | 15:10  | +5    | 6   |
| 3     | Dennis Taylor | 5       | 3 | 2 | 15:10  | +5    | 6   |
| 4     | Patsy Fagan   | 5       | 2 | 3 | 11:14  | −13   | 4   |
| 5     | Graham Miles  | 5       | 2 | 3 | 10:15  | −15   | 4   |
| 6     | John Pulman   | 5       | 1 | 4 | 6:19   | −13   | 2   |

| Spiel | Spieler 1     | Ergebnis | Spieler 2     |
| ----- | ------------- | -------- | ------------- |
| 1     | Patsy Fagan   | 23:23    | Graham Miles  |
| 2     | Patsy Fagan   | 23:23    | Ray Reardon   |
| 3     | Graham Miles  | 23:23    | Doug Mountjoy |
| 4     | Graham Miles  | 14:14    | John Pulman   |
| 5     | Doug Mountjoy | 14:14    | Dennis Taylor |
| 6     | Doug Mountjoy | 14:14    | John Pulman   |
| 7     | Doug Mountjoy | 14:14    | Patsy Fagan   |
| 8     | John Pulman   | 23:23    | Patsy Fagan   |
| 9     | Ray Reardon   | 23:23    | Dennis Taylor |
| 10    | Ray Reardon   | 14:14    | Doug Mountjoy |
| 11    | Ray Reardon   | 14:14    | John Pulman   |
| 12    | Ray Reardon   | 05:05    | Graham Miles  |
| 13    | Dennis Taylor | 23:23    | Patsy Fagan   |
| 14    | Dennis Taylor | 14:14    | Graham Miles  |
| 15    | Dennis Taylor | 05:05    | John Pulman   |

#### Gruppe B
| Platz | Spieler        | Partien | S | N | Frames | Diff. | Pkt |
| ----- | -------------- | ------- | - | - | ------ | ----- | --- |
| 1     | John Spencer   | 5       | 5 | 0 | 18:7   | +11   | 10  |
| 2     | Cliff Thorburn | 5       | 3 | 2 | 13:12  | +1    | 6   |
| 3     | Fred Davis     | 5       | 2 | 3 | 14:11  | +3    | 4   |
| 4     | Perrie Mans    | 5       | 2 | 3 | 12:13  | −1    | 4   |
| 5     | Rex Williams   | 5       | 2 | 3 | 11:14  | −3    | 4   |
| 6     | Alex Higgins   | 5       | 1 | 4 | 7:18   | −11   | 2   |

| Spiel | Spieler 1      | Ergebnis | Spieler 2      |
| ----- | -------------- | -------- | -------------- |
| 1     | Fred Davis     | 14:14    | Alex Higgins   |
| 2     | Fred Davis     | 14:14    | Perrie Mans    |
| 3     | Alex Higgins   | 23:23    | Cliff Thorburn |
| 4     | Perrie Mans    | 14:14    | Alex Higgins   |
| 5     | Perrie Mans    | 14:14    | Rex Williams   |
| 6     | John Spencer   | 23:23    | Fred Davis     |
| 7     | John Spencer   | 23:23    | Perrie Mans    |
| 8     | John Spencer   | 14:14    | Alex Higgins   |
| 9     | John Spencer   | 14:14    | Cliff Thorburn |
| 10    | John Spencer   | 14:14    | Rex Williams   |
| 11    | Cliff Thorburn | 23:23    | Fred Davis     |
| 12    | Cliff Thorburn | 23:23    | Rex Williams   |
| 13    | Cliff Thorburn | 14:14    | Perrie Mans    |
| 14    | Rex Williams   | 23:23    | Fred Davis     |
| 15    | Rex Williams   | 14:14    | Alex Higgins   |

### Finale
Der Waliser Ray Reardon hatte wenige Tage vorm Start des Turnieres seinen sechsten und letzten WM-Titel gewonnen. Beim Pontins Professional hatte er bereits die ersten drei Ausgaben gewonnen, verpasste aber letztes Jahr das Finale. Bei dieser Ausgabe hatte er trotz einer Niederlage als einziger Spieler seiner Gruppe vier Spiele gewonnen und damit den ersten Platz belegt. Im Finale traf er auf John Spencer, der über weite Teile der letzten Jahre sein ärgster Konkurrent war und selbst dreimal die Weltmeisterschaft gewonnen hatte. Der Vorjahressieger war ohne Niederlage auf Platz 1 seiner Gruppe und damit ins Finale gestürmt.
Vom Finale selbst sind keine genauen Frameergebnisse vorhanden. Am Ende siegte jedoch Reardon mit 7:2 und gewann damit seinen vierten Titel beim Pontins Professional, der trotz drei weiterer Finalteilnahmen sein letzter Turniergewinn beim Pontins Professional wurde. Dennoch schaffte es bis zur Einstellung des Turnieres im Jahr 2000 kein  Spieler, Reardons Rekord von vier Titeln zu brechen, womit der Waliser alleiniger Rekordsieger ist.
| Finale: Best of 13 Frames Pontins-Freizeitpark, Prestatyn, Wales, 6. Mai 1978 |                |              |
| Ray Reardon                                                                   | 7:2            | John Spencer |
| unbekannt                                                                     |                |              |
| –                                                                             | Höchstes Break | –            |
| –                                                                             | Century-Breaks | –            |
| –                                                                             | 50+-Breaks     | –            |

## Century Breaks
Während des Turnieres spielten drei Spieler je ein Century Break:
- Ray Reardon: 122
- Graham Miles: 103
- John Spencer: 100